# AKB48 53rdシングル 世界選抜総選挙
『AKB48 53rdシングル 世界選抜総選挙 〜世界のセンターは誰だ?〜』（エーケービーフォーティーエイト フィフティーサードシングルせかいせんばつそうせんきょ せかいのセンターはだれだ、別名：第10回AKB48世界選抜総選挙）は、AKB48の53枚目のシングルに参加する選抜メンバーをファンによる投票によって決定するイベントである。この選挙の上位16位までのメンバーが、2018年9月19日発売の53rdシングル「センチメンタルトレイン」の「世界選抜メンバー」となった。

## 概要
2018年1月21日に開催された『第3回AKB48グループドラフト会議』において、開票イベントの開催地募集告知とともに第10回選抜総選挙の実施が発表された。
第10回を記念して日本国外のAKB48グループ（JKT48・BNK48・TPE48）も対象とした「世界選抜総選挙」として開催された。前回同様に立候補制が採用され、移籍・兼任を除く日本国外グループのメンバーにも初めて立候補資格が与えられた。
なお、JKT48は開票イベント当日がインドネシアにおけるイスラム教上の祭日であるレバランに重なることから、メンバー全員の立候補が見送られた。
2019年3月13日に、第11回AKB48選抜総選挙を開催しないことがAKB48公式ブログにおいて発表され、2009年の第1回開催以降、初の見送りとなった。翌2020年以降においても実施されていないことから、この第10回大会が現時点では最後のAKB48選抜総選挙となっている。

## 開催地をめぐって

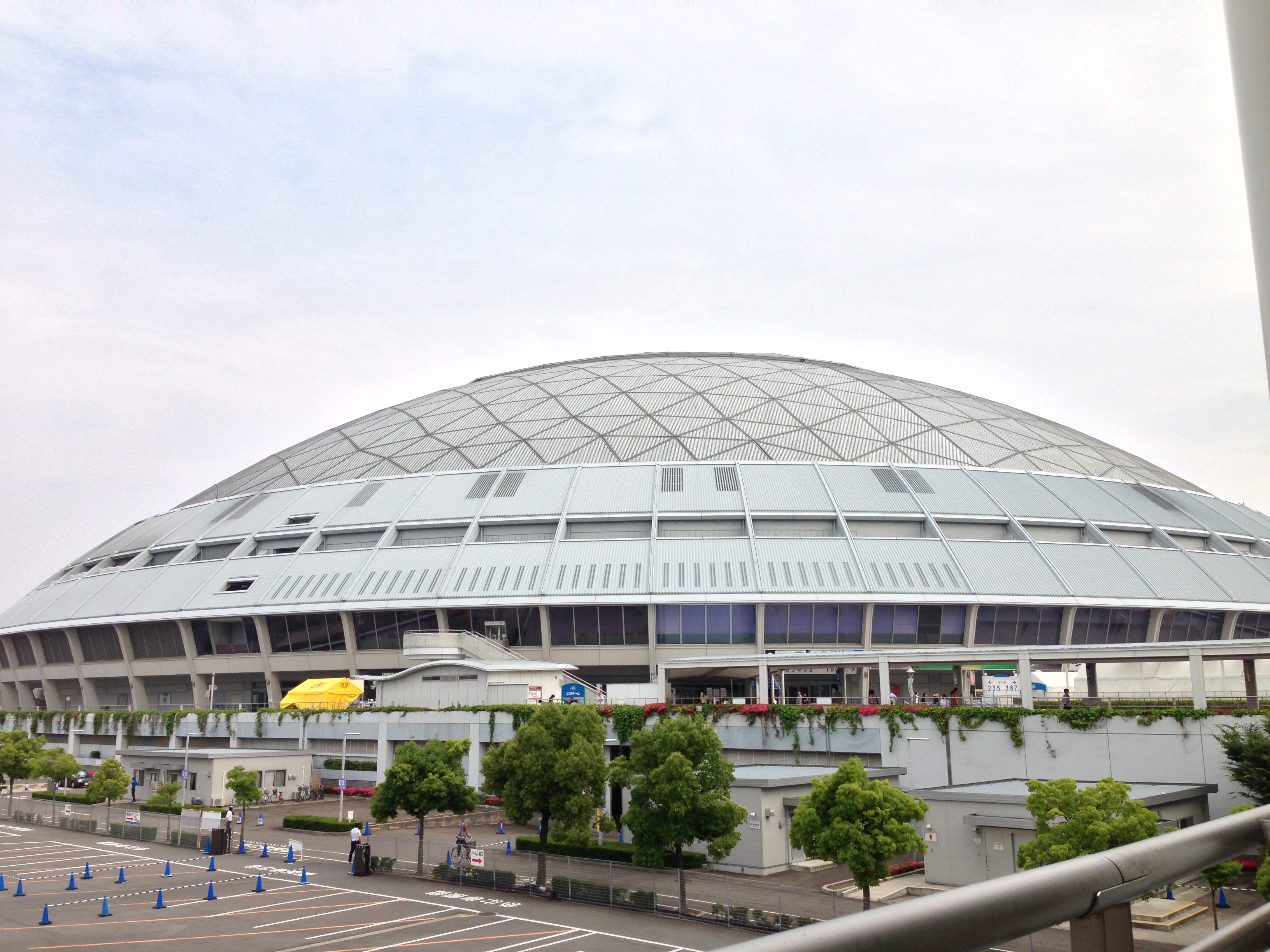
開票イベントが開催されたナゴヤドーム

前年（2017年）の第9回選抜総選挙は、沖縄県豊崎海浜公園・豊崎美らSUNビーチで開票イベントを行うため会場の設営が進められていたが、開票日当日の荒天により観客の安全性が確保できないことから屋外での開催が中止となった。このため豊見城市立中央公民館大ホールに場所を移し、無観客で開票イベントを実施するという事態になったことから、2018年の第10回選抜総選挙の開催に際しては以下の条件を満たす開票イベント会場を公募した。
1. 設備：屋根があること。
2. イベント開催日：2018年6月16日（土曜日）- 準備、撤収などの作業があるため前後数日使用できること。
3. 会場規模：数万人収容できるスペースがあること。
4. 宿泊施設：数万人規模に対応できる宿泊施設があること。

- 募集期間：2018年1月29日 - 2月28日

1か月あまりの募集期間で高松市や岡山市、台北市など国内外合わせて105件の応募があった。最終的にナゴヤドーム（愛知県名古屋市東区）、北九州メディアドーム（福岡県北九州市小倉北区）、別府国際コンベンションセンター（大分県別府市）の3か所に絞られ、4月19日（18日深夜）放送の『AKB48のオールナイトニッポン』（ニッポン放送）において、ナゴヤドームで開催されることが発表された。

## 特別番組

### テレビ
フジテレビ系列で『第10回AKB48世界選抜総選挙2018』と題して開票イベントの模様が6月16日の19時から21時24分まで地上波により７年連続で生放送され、番組MCは宮根誠司と三田友梨佳アナウンサーの2人が担当し、ゲストは副音声も担当する指原莉乃 (HKT48、今回は不参加) とミッツ・マングローブ、長嶋一茂の３人出演した。
BSスカパー!でも『AKB48 53rd シングル 選抜総選挙〜コンサートから午後8時まで独占生中継〜』として2部制でコンサートと開票イベント前半部分の模様が10時30分から20時まで生放送された。

### ラジオ
開催地である名古屋市に本社を置き、SKE48の冠番組『SKE48♥1+1+1は3じゃないよ!』を放送する東海ラジオ放送は、同番組の特別番組として、イベント終了直後のナゴヤドームから生放送された。

## 投票有資格者
以下のいずれかに該当する者に投票権がある。
- 各グループ Mobile月額会員
  - AKB48 Mobile
  - SKE48 Mobile
  - NMB48 Mobile
  - HKT48 Mobile
  - NGT48 Mobile
  - STU48 Mobile
- AKB48 公式スマートフォンアプリ月額会員
- 各グループ Mail月額会員
  - AKB48 Mail
  - SKE48 Mail
  - NMB48 Mail
  - HKT48 Mail
  - NGT48 Mail
  - STU48 Mail
- アプリ版 AKB48 / SKE48 / NMB48 / HKT48 / NGT48 / STU48 Mail会員
- DMM.comが提供する以下の月額見放題サービス会員
  - AKB48 LIVE!! ON DEMAND
  - SKE48 LIVE!! ON DEMAND
  - NMB48 LIVE!! ON DEMAND
  - HKT48 LIVE!! ON DEMAND
  - NGT48 LIVE!! ON DEMAND
  - AKB48グループ REVIVAL!! ON DEMAND
- AKB48公式ファンクラブ「二本柱の会」会員
- AKB48 OFFICIAL NET会員
- AKB48 52ndシングル「Teacher Teacher」購入者
  - 初回限定盤・通常盤・劇場盤・台湾盤（現地ライセンス盤）CD封入 投票シリアルナンバー
  - 初回限定盤・通常盤CD 投票シリアルナンバー（日本国外居住者推奨、代理購入サービスBuyeeでの販売）
- AKB48グループコンサートのチケット購入・来場者[17]

## 被選挙権者
2018年3月19日の開催発表時点で下記の条件を満たすメンバーが、立候補受付期間内に指定の場所に設置された届出所へ「選抜総選挙候補者届出書」を提出することで被選挙権者となる。
- AKB48・SKE48・NMB48・HKT48・NGT48・STU48・JKT48・BNK48・TPE48に2018年3月23日時点で在籍しているメンバー[注釈 3]。

### 立候補者
- 立候補期間：2018年3月23日17時00分 - 3月27日23時59分（JST）[1]
- 立候補者数：339名

本節以下における所属チームは、立候補時点で発表されていたものである。兼任メンバーについては本籍のみの記載とした。チーム8メンバーの兼任先チームについては下記のとおり省略表記とした。立候補者のうち、☆は前回立候補しなかったメンバー（初めて立候補する権利が与えられたメンバーを除く）。

#### AKB48
- チームA（11名）
  - 加藤玲奈、後藤萌咲、篠崎彩奈、鈴木くるみ、田口愛佳、千葉恵里、西川怜、前田彩佳、宮崎美穂、向井地美音、横山由依
- チームK（12名）
  - 市川愛美、小嶋真子、込山榛香、下口ひなな、野澤玲奈、藤田奈那、峯岸みなみ、武藤小麟、☆武藤十夢、茂木忍、安田叶、湯本亜美
- チームB（13名）
  - 岩立沙穂、大家志津香、北澤早紀、久保怜音、佐々木優佳里、高橋朱里、田北香世子、竹内美宥、谷口めぐ、中西智代梨、樋渡結依、福岡聖菜、山邊歩夢
- チーム4（10名）
  - 浅井七海、稲垣香織、大森美優、岡田奈々（STU48兼任）、川本紗矢、佐藤妃星、達家真姫宝、田屋美咲、馬嘉伶、山内瑞葵
- チーム8（39名）
  - 坂口渚沙（4）、横山結衣（K）、谷川聖（A）、佐藤朱（B）、岡部麟（A）、本田仁美（B）、清水麻璃亜（B）、髙橋彩音（4）、吉川七瀬（B）、小栗有以（A）、小田えりな（K）、佐藤栞（B）、左伴彩佳（K）、歌田初夏（4）、服部有菜（B）、野田陽菜乃（4）、橋本陽菜（K）、長久玲奈（A）、髙橋彩香（4）、永野芹佳（4）、太田奈緒（B）、山田菜々美（K）、山本瑠香（B）、大西桃香（4）、濵咲友菜（4）、中野郁海（K）、奥原妃奈子（B）、人見古都音（A）、奥本陽菜（A）、下尾みう（A）、春本ゆき（K）、行天優莉奈（4）、高岡薫（4）、吉田華恋（A）、川原美咲（B）、寺田美咲（K）、倉野尾成美（K）、山田杏華（K）、宮里莉羅（4）
- 研究生（9名）
  - 佐藤美波、庄司なぎさ、道枝咲、山根涼羽、長友彩海、梅本和泉、播磨七海、黒須遥香、本間麻衣
- ドラフト研究生（18名）
  - 佐藤詩識、古川夏凪、本田そら、岡田梨奈、勝又彩央里、小林蘭、末永祐月、永野恵、矢作萌夏、大竹ひとみ、大盛真歩、神山莉穂、齋藤陽菜、石綿星南、蔵本美結、多田京加、原澤音妃、吉橋柚花

#### SKE48
- チームS（13名）
  - 一色嶺奈、井上瑠夏、上村亜柚香、北川愛乃、北川綾巴、杉山愛佳、野島樺乃、野村実代、町音葉、松井珠理奈、松本慈子、山内鈴蘭、山田樹奈
- チームKII（19名）
  - 青木詩織、荒井優希、内山命、江籠裕奈、太田彩夏、大場美奈、小畑優奈、片岡成美、北野瑠華、白井琴望、惣田紗莉渚、高木由麻奈、高柳明音、竹内彩姫、日高優月、古畑奈和、松村香織、水野愛理、矢作有紀奈
- チームE（13名）
  - 相川暖花、浅井裕華、井田玲音名、鎌田菜月、熊崎晴香、斉藤真木子、佐藤佳穂、末永桜花、菅原茉椰、須田亜香里、髙畑結希、谷真理佳、福士奈央
- 研究生（13名）
  - 渥美彩羽、石川咲姫、石黒友月、大芝りんか、岡田美紅、倉島杏実、坂本真凛、白雪希明、仲村和泉、野々垣美希、深井ねがい、森平莉子、和田愛菜
- ドラフト研究生（5名）
  - 大谷悠妃、上妻ほの香、中野愛理、西満里奈、平田詩奈

#### NMB48
- チームN（9名）
  - 東由樹、梅山恋和、小嶋花梨、谷川愛梨、内木志、堀詩音、本郷柚巴、☆山尾梨奈、山本彩加
- チームM（11名）
  - 磯佳奈江、岩田桃夏、加藤夕夏、川上千尋、川上礼奈、渋谷凪咲、白間美瑠、西澤瑠莉奈、安田桃寧、山田寿々、吉田朱里
- チームBII（13名）
  - 石塚朱莉、井尻晏菜、植村梓、太田夢莉、久代梨奈、清水里香、城恵理子、上西怜、武井紗良、中川美音、水田詩織、村瀬紗英、森田彩花
- ドラフト研究生（15名）
  - 安部若菜、泉綾乃、河野奈々帆、前田令子、溝渕麻莉亜、大澤藍、坂本夏海、佐藤亜海、杉浦琴音、中野美来、山崎亜美瑠、大田莉央奈、塩月希依音、南羽諒、山本望叶

#### HKT48
- チームH（11名）
  - 秋吉優花、上野遥、神志那結衣、☆駒田京伽、坂口理子、田島芽瑠、田中菜津美、田中美久、豊永阿紀、松岡菜摘、矢吹奈子
- チームKIV（11名）
  - 岩花詩乃、植木南央、運上弘菜、熊沢世莉奈、下野由貴、地頭江音々、朝長美桜、深川舞子、渕上舞、宮脇咲良、本村碧唯
- チームTII（15名）
  - 荒巻美咲、今村麻莉愛、小田彩加、栗原紗英、堺萌香、坂本愛玲菜、清水梨央、武田智加、月足天音、外薗葉月、松岡はな、松本日向、宮﨑想乃、村川緋杏、山内祐奈
- 研究生（5名）
  - 伊藤優絵瑠、渡部愛加里、馬場彩華、石安伊、松田祐実

#### NGT48
- チームNIII（14名）
  - 荻野由佳、小熊倫実、加藤美南、佐藤杏樹、菅原りこ、高倉萌香、太野彩香、中井りか、西潟茉莉奈、長谷川玲奈、本間日陽、村雲颯香、山口真帆、山田野絵
- 研究生（7名）
  - 角ゆりあ、日下部愛菜、清司麗菜、髙橋真生、中村歩加、奈良未遥、西村菜那子
- ドラフト研究生（5名）
  - 安藤千伽奈、佐藤海里、高橋七実、對馬優菜子、藤崎未夢

#### STU48
- 1期生（28名）
  - 石田千穂、石田みなみ、磯貝花音、市岡愛弓、今村美月、岩田陽菜、大谷満理奈、甲斐心愛、門田桃奈、門脇実優菜、榊美優、佐野遥、塩井日奈子、新谷野々花、菅原早記、瀧野由美子、田中皓子、谷口茉妃菜、土路生優里、兵頭葵、福田朱里、藤原あずさ、三島遥香、峯吉愛梨沙、森香穂、森下舞羽、矢野帆夏、薮下楓
- 研究生（5名）
  - 沖侑果、信濃宙花、中村舞、溝口亜以子、由良朱合

#### BNK48
- チームBIII（9名）
  - CHERPRANG／CHERPRANG AREEKUL／チャープラン、MIORI／大久保美織／ミオリ、IZURINA／伊豆田莉奈／イズリナ、JAA／NAPAPHAT WORRAPHUTTANON／ジャー、MUSIC／PRAEWA SUTHAMPHONG／ミュージック、JENNIS／JENNIS OPRASERT／ジェニス、KAIMOOK／WARATTAYA DEESOMLERT／カイムック、KATE／KORAPAT NILPRAPA／ケート、SATCHAN／SAWITCHAYA KAJONRUNGSILP／サッチャン
- 研究生（1名）
  - NINK／MANANYA KAOJU／ニンク

#### TPE48
- 正規メンバー（5名）
  - 陳詩媛／SHIH-YUAN CHEN／チェン シーユエン、本田柚萱／YUZUKA HONDA／ホンダ ユズカ、邱品涵／PIN-HAN CHIU／チウ ピンハン、冼迪琦／TIK KEI SIN／シェー ディーチー、陳詩雅／SHIH-YA CHEN／チェン シーヤー

### 不参加者
不参加者数：155名
★は立候補締切日以降、開票日当日までにAKB48グループから卒業、または卒業発表をしたメンバー。

#### AKB48
- チームA（1名）
  - 入山杏奈[注釈 4]
- チームB（1名）
  - 柏木由紀（NGT48チームNIII兼任）[注釈 4]
- チーム4（2名）
  - 大川莉央、村山彩希[注釈 5]
- チーム8（6名）
  - 佐藤七海（4）、★早坂つむぎ（A）、横道侑里（K）、平野ひかる（4）、谷口もか（K）、★下青木香鈴（A）

#### SKE48
- チームS（2名）
  - ★犬塚あさな、都築里佳
- チームKII（1名）
  - ★髙塚夏生
- チームE（1名）
  - 後藤楽々（前回46位）

#### NMB48
- チームN（5名）
  - 日下このみ、古賀成美、林萌々香、三田麻央、山本彩[注釈 4]
- チームM（4名）
  - 安藤愛璃菜、石田優美、鵜野みずき、大段舞依
- チームBII（2名）
  - 明石奈津子、沖田彩華（前回48位）

#### HKT48
- チームH（3名）
  - 兒玉遥[注釈 4]、指原莉乃（前回1位）、★山本茉央
- チームKIV（4名）
  - 今田美奈（前回95位）、冨吉明日香（前回38位）、村重杏奈（前回100位）、森保まどか（前回31位）
- チームTII（1名）
  - 山下エミリー

#### NGT48
- 研究生（1名）
  - ★宮島亜弥（前回70位）

#### JKT48
「概要」節において既述のとおり、メンバー全員が立候補しなかった。メンバーの詳細については注釈を参照。
- チームJ（15名）[注釈 6]
- チームKIII（20名）[注釈 7]
- チームT（14名）[注釈 8]
- 研究生（6名）[注釈 9]

#### BNK48
- チームBIII（14名）
  - ナーイカー・シーニアン、クンジラナット・インタラシン、スチャヤー・セーンコート、ナットルジャー・チュティワンソーポン、ワテゥーシリ・プーワパンヤーシリ、パニサー・シーラロエン、ピムラパット・パデゥンワタナチョーク、ミリン・ドックティアン、ピチャヤパー・ナーター、カーンティーラー・ワチャラタサナクン、パッチャナン・ジアジラチョート、パンシコン・ティヤコン、ジラダーパー・インタジャック、イサラーパー・タワットパックディー
- 研究生（2名）
  - メイサー・チーナウィチャラナ、リンラダー・インタイソン

#### TPE48
- 正規メンバー（8名）
  - 林倢、阿部マリア、國興瑀、張羽翎、曾詩羽、劉語晴、劉潔明、潘姿怡
- 研究生（27名）
  - 小山美玲、王逸嘉、李晨熙、李佳俐、李孟純、李采潔、周佳郁、林易沄、林家瑩、林于馨、林潔心、柏靈、翁立霏、高云珏、高硯晨、張法法、陳琳、董子瑄、賈宜蓁、劉曉晴、劉姸廷、蔡亞恩、蔡伊柔、鄭妤葳、鄭佳郁、羅瑞婷、藤井麻由

#### 立候補受付時点で卒業発表をしていたメンバー
- 近野莉菜（元JKT48チームKIII） - 2018年3月25日卒業
- ファヒルヤニ・シャファリヤンティ（元JKT48チームKIII） - 同上
- 溝川実来（元NMB48チームN） - 2018年3月27日卒業
- 市野成美（元SKE48チームE、前回99位） - 2018年3月31日卒業
- メロディー・ヌランダニ・ラクサニ（元JKT48チームJ・チームT） - 同上
- 尾﨑舞美（元STU48） - 2018年3月31日活動終了（辞退）
- 矢倉楓子（元NMB48チームBII） - 2018年4月10日卒業
- 張織慧（元STU48） - 2018年4月15日卒業
- 北原里英（元NGT48チームNIII、前回10位） - 2018年4月18日卒業
- 山田麻莉奈（元HKT48チームH） - 2018年4月19日卒業
- 市川美織（元NMB48チームN、前回61位） - 2018年5月1日卒業
- 中野麗来（元NMB48チームM） - 2018年5月2日卒業
- 田野優花（元AKB48チームK） - 2018年8月12日卒業
- 小嶋菜月（元AKB48チームB） - 同上

#### 立候補受付期間に卒業発表をしたメンバー
- デフィ・キナル・プトゥリ（元JKT48チームJ） - 2018年6月30日卒業

## 当選枠
1 - 16位の16人が表題曲の53rdシングル 世界選抜メンバーとなる。以降、17 - 32位の16人はアンダーガールズ、33 - 48位の16人がネクストガールズ、49 - 64位の16人がフューチャーガールズ、65 - 80位の16人がアップカミングガールズとしてそれぞれの楽曲に参加するほか、81 - 100位の20人が特別枠として追加された「第10回世界選抜総選挙記念枠」に選抜される。

## 結果
第2回以降で初めて、第1位経験者が立候補しておらず、誰が選ばれても初の1位という状況にあった。SKE48の松井珠理奈が、AKB48出身メンバー以外で初の1位を獲得した。2位は同じくSKE48に所属する須田亜香里で、SKE48が上位2枠を独占する結果となった。3位にはHKT48の宮脇咲良、4位には速報で2年連続で1位だったNGT48の荻野由佳が選ばれ、AKB48メンバーの最上位は5位の岡田奈々（STU48兼任）で、AKB48メンバーが1位争いに食い込めない状況となっていた。日本国外グループのメンバーでは、BNK48のチャープランが39位、ミュージックが72位にランクインしたが、TPE48からの当選はなかった。総得票数は前年から45万4284票増となる過去最多の383万6652票であった。
なお、松井は総選挙直後より体調不良のため活動を休止し、楽曲にも不参加で発売された。これが後に松井がSKE48を卒業する要因とされており、2021年4月11日に行われた自身の卒業コンサートにおいて、
と当時の状況を語っている。
8月13日に開催された『AKB48グループ感謝祭〜ランク外コンサート〜』では延長戦として101位から120位までが発表された。
所属における分類は以下の通り。
- ■ AKB48
- ■ SKE48
- ■ NMB48
- ■ HKT48
- □ NGT48
- ■ STU48
- ■ BNK48

- A研 - AKB48チームA研究生
- SKE研 - SKE48研究生
- NGT研 - NGT48研究生
- STU - STU48

| 順位                                                   | 氏名                                       | 所属                                       | 得票数                                     | 速報                                       | 速報                                       | 前回 順位                                  | 過去 最高 順位                             |
| 順位                                                   | 氏名                                       | 所属                                       | 得票数                                     | 得票数                                     | 順位                                       | 前回 順位                                  | 過去 最高 順位                             |
| 53rdシングル 世界選抜メンバー（1位〜16位）             | 53rdシングル 世界選抜メンバー（1位〜16位） | 53rdシングル 世界選抜メンバー（1位〜16位） | 53rdシングル 世界選抜メンバー（1位〜16位） | 53rdシングル 世界選抜メンバー（1位〜16位） | 53rdシングル 世界選抜メンバー（1位〜16位） | 53rdシングル 世界選抜メンバー（1位〜16位） | 53rdシングル 世界選抜メンバー（1位〜16位） |
| ------------------------------------------------------ | ------------------------------------------ | ------------------------------------------ | ------------------------------------------ | ------------------------------------------ | ------------------------------------------ | ------------------------------------------ | ------------------------------------------ |
| 001位                                                  | 松井珠理奈                                 | S                                          | 194,453票                                  | 38,943票                                   | 002位                                      | 003位                                      | 003位                                      |
| 002位                                                  | 須田亜香里                                 | E                                          | 154,011票                                  | 22,762票                                   | 005位                                      | 006位                                      | 006位                                      |
| 003位                                                  | 宮脇咲良                                   | KIV                                        | 141,106票                                  | 32,614票                                   | 003位                                      | 004位                                      | 004位                                      |
| 004位                                                  | 荻野由佳                                   | NIII                                       | 81,629票                                   | 59,531票                                   | 001位                                      | 005位                                      | 005位                                      |
| 005位                                                  | 岡田奈々                                   | 4/STU                                      | 75,067票                                   | 27,008票                                   | 004位                                      | 009位                                      | 009位                                      |
| 006位                                                  | 横山由依                                   | A                                          | 67,465票                                   | 10,296票                                   | 021位                                      | 007位                                      | 007位                                      |
| 007位                                                  | 武藤十夢                                   | K                                          | 62,611票                                   | 10,671票                                   | 018位                                      | 不参加                                     | 010位                                      |
| 008位                                                  | 大場美奈                                   | KII                                        | 53,998票                                   | 8,812票                                    | 031位                                      | 026位                                      | 022位                                      |
| 009位                                                  | 矢吹奈子                                   | H                                          | 51,620票                                   | 13,981票                                   | 008位                                      | 037位                                      | 028位                                      |
| 010位                                                  | 田中美久                                   | H                                          | 50,175票                                   | 10,859票                                   | 017位                                      | 028位                                      | 028位                                      |
| 011位                                                  | 惣田紗莉渚                                 | KII                                        | 48,671票                                   | 圏外                                       | 圏外                                       | 008位                                      | 008位                                      |
| 012位                                                  | 高橋朱里                                   | B                                          | 48,100票                                   | 20,670票                                   | 006位                                      | 011位                                      | 011位                                      |
| 013位                                                  | 向井地美音                                 | A                                          | 47,485票                                   | 11,297票                                   | 014位                                      | 017位                                      | 013位                                      |
| 014位                                                  | 吉田朱里                                   | M                                          | 46,837票                                   | 7,555票                                    | 042位                                      | 016位                                      | 016位                                      |
| 015位                                                  | 古畑奈和                                   | KII                                        | 45,688票                                   | 5,225票                                    | 082位                                      | 014位                                      | 014位                                      |
| 016位                                                  | 本間日陽                                   | NIII                                       | 39,241票                                   | 10,038票                                   | 022位                                      | 013位                                      | 013位                                      |
| アンダーガールズ（17位〜32位）                         |                                            |                                            |                                            |                                            |                                            |                                            |                                            |
| 017位                                                  | 松村香織                                   | KII                                        | 38,399票                                   | 4,879票                                    | 091位                                      | 018位                                      | 013位                                      |
| 018位                                                  | 高柳明音                                   | KII                                        | 37,773票                                   | 5,620票                                    | 073位                                      | 015位                                      | 014位                                      |
| 019位                                                  | 小嶋真子                                   | K                                          | 36,127票                                   | 5,405票                                    | 078位                                      | 024位                                      | 019位                                      |
| 020位                                                  | 白間美瑠                                   | M                                          | 33,970票                                   | 8,102票                                    | 039位                                      | 012位                                      | 012位                                      |
| 021位                                                  | 奈良未遥                                   | NGT研                                      | 33,962票                                   | 圏外                                       | 圏外                                       | 圏外                                       | -                                          |
| 022位                                                  | 岩立沙穂                                   | B                                          | 33863票                                    | 9880票                                     | 023位                                      | 042位                                      | 042位                                      |
| 023位                                                  | 太田夢莉                                   | BII                                        | 33,012票                                   | 8,746票                                    | 032位                                      | 027位                                      | 027位                                      |
| 024位                                                  | 西潟茉莉奈                                 | NIII                                       | 32,096票                                   | 6,147票                                    | 062位                                      | 041位                                      | 041位                                      |
| 025位                                                  | 小栗有以                                   | 8/A                                        | 31,359票                                   | 6,727票                                    | 049位                                      | 051位                                      | 051位                                      |
| 026位                                                  | 田島芽瑠                                   | H                                          | 31,111票                                   | 9,627票                                    | 026位                                      | 040位                                      | 032位                                      |
| 027位                                                  | 北川綾巴                                   | S                                          | 30,249票                                   | 8,613票                                    | 033位                                      | 064位                                      | 064位                                      |
| 028位                                                  | 荒井優希                                   | KII                                        | 29713票                                    | 11,533票                                   | 012位                                      | 058位                                      | 058位                                      |
| 029位                                                  | 菅原茉椰                                   | E                                          | 29,413票                                   | 7,092票                                    | 045位                                      | 圏外                                       | -                                          |
| 030位                                                  | 加藤美南                                   | NIII                                       | 29,305票                                   | 13,905票                                   | 009位                                      | 071位                                      | 071位                                      |
| 031位                                                  | 福岡聖菜                                   | B                                          | 29,235票                                   | 11,059票                                   | 015位                                      | 032位                                      | 032位                                      |
| 032位                                                  | 峯岸みなみ                                 | K                                          | 29,020票                                   | 圏外                                       | 圏外                                       | 019位                                      | 014位                                      |
| ネクストガールズ（33位〜48位）                         |                                            |                                            |                                            |                                            |                                            |                                            |                                            |
| 033位                                                  | 谷口めぐ                                   | B                                          | 28,024票                                   | 9,679票                                    | 024位                                      | 045位                                      | 045位                                      |
| 034位                                                  | 小畑優奈                                   | KII                                        | 27,648票                                   | 10,963票                                   | 016位                                      | 072位                                      | 072位                                      |
| 035位                                                  | 江籠裕奈                                   | KII                                        | 27,607票                                   | 4,587票                                    | 095位                                      | 036位                                      | 035位                                      |
| 036位                                                  | 加藤玲奈                                   | A                                          | 26,710票                                   | 3,981票                                    | 112位                                      | 021位                                      | 021位                                      |
| 037位                                                  | 中井りか                                   | NIII                                       | 26,701票                                   | 6,942票                                    | 046位                                      | 023位                                      | 023位                                      |
| 038位                                                  | 大西桃香                                   | 8/4                                        | 26,363票                                   | 9,481票                                    | 027位                                      | 圏外                                       | -                                          |
| 039位                                                  | チャープラン/CHERPRANG                     | BIII                                       | 26,202票                                   | 4,315票                                    | 101位                                      | 立候補資格なし                             | 立候補資格なし                             |
| 040位                                                  | 渕上舞                                     | KIV                                        | 25,977票                                   | 11,369票                                   | 013位                                      | 034位                                      | 031位                                      |
| 041位                                                  | 川本紗矢                                   | 4                                          | 25,458票                                   | 8,239票                                    | 038位                                      | 029位                                      | 027位                                      |
| 042位                                                  | 内山命                                     | KII                                        | 25,261票                                   | 7,951票                                    | 040位                                      | 081位                                      | 081位                                      |
| 043位                                                  | 西村菜那子                                 | NGT研                                      | 25,244票                                   | 9,057票                                    | 029位                                      | 圏外                                       | -                                          |
| 044位                                                  | 佐々木優佳里                               | B                                          | 25,045票                                   | 5,945票                                    | 066位                                      | 043位                                      | 038位                                      |
| 045位                                                  | 末永桜花                                   | E                                          | 24,940票                                   | 6,577票                                    | 054位                                      | 圏外                                       | -                                          |
| 046位                                                  | 熊崎晴香                                   | E                                          | 24,331票                                   | 4,837票                                    | 093位                                      | 063位                                      | 063位                                      |
| 047位                                                  | 坂口渚沙                                   | 8/4                                        | 24,298票                                   | 5,774票                                    | 071位                                      | 069位                                      | 069位                                      |
| 048位                                                  | 朝長美桜                                   | KIV                                        | 24,272票                                   | 3,918票                                    | 113位                                      | 035位                                      | 021位                                      |
| フューチャーガールズ（49位〜64位）                     |                                            |                                            |                                            |                                            |                                            |                                            |                                            |
| 049位                                                  | 倉野尾成美                                 | 8/K                                        | 24,228票                                   | 8,293票                                    | 037位                                      | 030位                                      | 030位                                      |
| 050位                                                  | 小田彩加                                   | TII                                        | 23,754票                                   | 6,416票                                    | 057位                                      | 圏外                                       | -                                          |
| 051位                                                  | 竹内彩姫                                   | KII                                        | 23,373票                                   | 8,958票                                    | 030位                                      | 056位                                      | 031位                                      |
| 052位                                                  | 込山榛香                                   | K                                          | 22,662票                                   | 5,507票                                    | 074位                                      | 052位                                      | 021位                                      |
| 053位                                                  | 太野彩香                                   | NIII                                       | 22,292票                                   | 17,332票                                   | 007位                                      | 圏外                                       | -                                          |
| 054位                                                  | 内木志                                     | N                                          | 22,102票                                   | 9,647票                                    | 025位                                      | 圏外                                       | -                                          |
| 055位                                                  | 松岡菜摘                                   | H                                          | 22,050票                                   | 4,979票                                    | 088位                                      | 059位                                      | 046位                                      |
| 056位                                                  | 一色嶺奈                                   | S                                          | 21,910票                                   | 13,372票                                   | 010位                                      | 圏外                                       | -                                          |
| 057位                                                  | 渋谷凪咲                                   | M                                          | 21,818票                                   | 6,761票                                    | 048位                                      | 060位                                      | 056位                                      |
| 058位                                                  | 岡部麟                                     | 8/A                                        | 21,798票                                   | 6,192票                                    | 061位                                      | 圏外                                       | -                                          |
| 059位                                                  | 鎌田菜月                                   | E                                          | 21,606票                                   | 5,797票                                    | 070位                                      | 044位                                      | 044位                                      |
| 060位                                                  | 小田えりな                                 | 8/K                                        | 21,519票                                   | 4,979票                                    | 088位                                      | 092位                                      | 092位                                      |
| 061位                                                  | 駒田京伽                                   | H                                          | 21,437票                                   | 圏外                                       | 圏外                                       | 不参加                                     | 060位                                      |
| 062位                                                  | 太田奈緒                                   | 8/B                                        | 21,416票                                   | 4,369票                                    | 100位                                      | 065位                                      | 065位                                      |
| 063位                                                  | 田中菜津美                                 | H                                          | 21,387票                                   | 5,716票                                    | 072位                                      | 050位                                      | 050位                                      |
| 064位                                                  | 中村歩加                                   | NGT研                                      | 21,332票                                   | 10,531票                                   | 019位                                      | 圏外                                       | -                                          |
| アップカミングガールズ（65位〜80位）                   |                                            |                                            |                                            |                                            |                                            |                                            |                                            |
| 065位                                                  | 後藤萌咲                                   | A                                          | 21,323票                                   | 8,552票                                    | 034位                                      | 076位                                      | 076位                                      |
| 066位                                                  | 松岡はな                                   | TII                                        | 21,196票                                   | 圏外                                       | 圏外                                       | 080位                                      | 080位                                      |
| 067位                                                  | 高倉萌香                                   | NIII                                       | 21,182票                                   | 5,164票                                    | 084位                                      | 025位                                      | 025位                                      |
| 068位                                                  | 髙畑結希                                   | E                                          | 21,082票                                   | 6,408票                                    | 058位                                      | 078位                                      | 078位                                      |
| 069位                                                  | 小熊倫実                                   | NIII                                       | 20,913票                                   | 4,194票                                    | 107位                                      | 圏外                                       | -                                          |
| 070位                                                  | 山口真帆                                   | NIII                                       | 20,654票                                   | 5,187票                                    | 083位                                      | 053位                                      | 053位                                      |
| 071位                                                  | 本村碧唯                                   | KIV                                        | 20,321票                                   | 6,406票                                    | 059位                                      | 062位                                      | 036位                                      |
| 072位                                                  | ミュージック/MUSIC                         | BIII                                       | 20,106票                                   | 3,493票                                    | 120位                                      | 立候補資格なし                             | 立候補資格なし                             |
| 073位                                                  | 秋吉優花                                   | H                                          | 19,371票                                   | 6,012票                                    | 064位                                      | 083位                                      | 072位                                      |
| 074位                                                  | 瀧野由美子                                 | STU                                        | 19,341票                                   | 6,615票                                    | 053位                                      | 圏外                                       | -                                          |
| 075位                                                  | 久保怜音                                   | B                                          | 19,009票                                   | 8,502票                                    | 035位                                      | 047位                                      | 047位                                      |
| 076位                                                  | 日高優月                                   | KII                                        | 18,818票                                   | 4,105票                                    | 110位                                      | 086位                                      | 079位                                      |
| 077位                                                  | 長谷川玲奈                                 | NIII                                       | 18,563票                                   | 12,622票                                   | 011位                                      | 圏外                                       | -                                          |
| 078位                                                  | 岡田美紅                                   | SKE研                                      | 18,377票                                   | 6,507票                                    | 055位                                      | 圏外                                       | -                                          |
| 079位                                                  | 城恵理子                                   | BII                                        | 18,359票                                   | 5,278票                                    | 080位                                      | 089位                                      | 089位                                      |
| 080位                                                  | 青木詩織                                   | KII                                        | 18,265票                                   | 4,406票                                    | 097位                                      | 082位                                      | 082位                                      |
| 第10回世界選抜総選挙記念枠（81位〜100位）              |                                            |                                            |                                            |                                            |                                            |                                            |                                            |
| 081位                                                  | 植木南央                                   | KIV                                        | 18,062票                                   | 圏外                                       | 圏外                                       | 054位                                      | 054位                                      |
| 082位                                                  | 本田仁美                                   | 8/B                                        | 17,656票                                   | 6,466票                                    | 056位                                      | 圏外                                       | -                                          |
| 083位                                                  | 豊永阿紀                                   | H                                          | 17,558票                                   | 7,867票                                    | 041位                                      | 079位                                      | 079位                                      |
| 084位                                                  | 運上弘菜                                   | KIV                                        | 17,557票                                   | 5,845票                                    | 069位                                      | 圏外                                       | -                                          |
| 085位                                                  | 下野由貴                                   | KIV                                        | 17,351票                                   | 6,632票                                    | 052位                                      | 087位                                      | 087位                                      |
| 086位                                                  | 加藤夕夏                                   | M                                          | 17,277票                                   | 9,179票                                    | 028位                                      | 033位                                      | 033位                                      |
| 087位                                                  | 坂本愛玲菜                                 | TII                                        | 17,258票                                   | 8,299票                                    | 036位                                      | 圏外                                       | -                                          |
| 088位                                                  | 大森美優                                   | 4                                          | 17,067票                                   | 4,170票                                    | 108位                                      | 075位                                      | 067位                                      |
| 089位                                                  | 谷真理佳                                   | E                                          | 17,027票                                   | 4,934票                                    | 090位                                      | 066位                                      | 023位                                      |
| 090位                                                  | 村瀬紗英                                   | BII                                        | 16,594票                                   | 5,871票                                    | 068位                                      | 039位                                      | 039位                                      |
| 091位                                                  | 山田野絵                                   | NIII                                       | 15,699票                                   | 10,302票                                   | 020位                                      | 圏外                                       | -                                          |
| 092位                                                  | 山内瑞葵                                   | 4                                          | 15,619票                                   | 6,690票                                    | 050位                                      | 圏外                                       | -                                          |
| 093位                                                  | 水野愛理                                   | KII                                        | 15,618票                                   | 6,797票                                    | 047位                                      | 圏外                                       | -                                          |
| 094位                                                  | 篠崎彩奈                                   | A                                          | 15,574票                                   | 5,420票                                    | 077位                                      | 094位                                      | 078位                                      |
| 095位                                                  | 山田菜々美                                 | 8/K                                        | 15,174票                                   | 4,380票                                    | 099位                                      | 097位                                      | 097位                                      |
| 096位                                                  | 栗原紗英                                   | TII                                        | 15,149票                                   | 6,016票                                    | 063位                                      | 圏外                                       | -                                          |
| 097位                                                  | 馬嘉伶                                     | 4                                          | 15,107票                                   | 4,278票                                    | 104位                                      | 圏外                                       | -                                          |
| 098位                                                  | 上西怜                                     | BII                                        | 14,985票                                   | 5,931票                                    | 067位                                      | 圏外                                       | -                                          |
| 099位                                                  | 石田千穂                                   | STU                                        | 14,537票                                   | 7,409票                                    | 044位                                      | 圏外                                       | -                                          |
| 100位                                                  | 大家志津香                                 | B                                          | 14,488票                                   | 圏外                                       | 圏外                                       | 098位                                      | 029位                                      |
| 延長戦（101位〜120位）                                 |                                            |                                            |                                            |                                            |                                            |                                            |                                            |
| 101位                                                  | 茂木忍                                     | K                                          | 14,445票                                   | 5,294票                                    | 079位                                      | 074位                                      | 057位                                      |
| 102位                                                  | 谷川愛梨                                   | N                                          | 13,926票                                   | 圏外                                       | 圏外                                       | 057位                                      | 057位                                      |
| 103位                                                  | 福士奈央                                   | E                                          | 13,391票                                   | 7,490票                                    | 043位                                      | 圏外                                       | -                                          |
| 104位                                                  | 永野芹佳                                   | 8/4                                        | 13,306票                                   | 4,392票                                    | 098位                                      | 067位                                      | 067位                                      |
| 105位                                                  | 神志那結衣                                 | H                                          | 12,952票                                   | 圏外                                       | 圏外                                       | 084位                                      | 046位                                      |
| 106位                                                  | 中野郁海                                   | 8/K                                        | 12,564票                                   | 6,386票                                    | 060位                                      | 085位                                      | 085位                                      |
| 107位                                                  | 樋渡結依                                   | B                                          | 12,498票                                   | 4,772票                                    | 094位                                      | 073位                                      | 073位                                      |
| 108位                                                  | 斉藤真木子                                 | E                                          | 12,307票                                   | 圏外                                       | 圏外                                       | 090位                                      | 042位                                      |
| 109位                                                  | 橋本陽菜                                   | 8/K                                        | 12,120票                                   | 5,272票                                    | 081位                                      | 圏外                                       | -                                          |
| 110位                                                  | 杉山愛佳                                   | S                                          | 12,114票                                   | 6,678票                                    | 051位                                      | 圏外                                       | -                                          |
| 111位                                                  | 山本彩加                                   | N                                          | 12,045票                                   | 4,208票                                    | 106位                                      | 圏外                                       | -                                          |
| 112位                                                  | 北野瑠華                                   | KII                                        | 12,021票                                   | 圏外                                       | 圏外                                       | 093位                                      | 093位                                      |
| 113位                                                  | 川上千尋                                   | M                                          | 11,833票                                   | 5,973票                                    | 065位                                      | 圏外                                       | -                                          |
| 114位                                                  | 坂口理子                                   | H                                          | 11,650票                                   | 圏外                                       | 圏外                                       | 049位                                      | 037位                                      |
| 115位                                                  | 市川愛美                                   | K                                          | 11,566票                                   | 5,081票                                    | 086位                                      | 圏外                                       | -                                          |
| 116位                                                  | 川上礼奈                                   | M                                          | 11,379票                                   | 5,461票                                    | 075位                                      | 圏外                                       | -                                          |
| 117位                                                  | 地頭江音々                                 | KIV                                        | 11,180票                                   | 4,307票                                    | 102位                                      | 圏外                                       | -                                          |
| 118位                                                  | 佐藤朱                                     | 8/B                                        | 10,694票                                   | 4,292票                                    | 103位                                      | 圏外                                       | -                                          |
| 119位                                                  | 月足天音                                   | TII                                        | 10177票                                    | 圏外                                       | 圏外                                       | 圏外                                       | -                                          |
| 120位                                                  | 外薗葉月                                   | TII                                        | 10,162票                                   | 4,579票                                    | 096位                                      | 圏外                                       | -                                          |
| 速報では120位以内で最終結果が121位以下となったメンバー |                                            |                                            |                                            |                                            |                                            |                                            |                                            |
| 121位 以下                                             | 西川怜                                     | A                                          | -                                          | 5,461票                                    | 075位                                      | 圏外                                       | -                                          |
| 121位 以下                                             | 白井琴望                                   | KII                                        | -                                          | 5,117票                                    | 085位                                      | 圏外                                       | -                                          |
| 121位 以下                                             | 長久玲奈                                   | 8/A                                        | -                                          | 5,077票                                    | 087位                                      | 圏外                                       | -                                          |
| 121位 以下                                             | 矢作有紀奈                                 | KII                                        | -                                          | 4,856票                                    | 092位                                      | 圏外                                       | -                                          |
| 121位 以下                                             | 井田玲音名                                 | E                                          | -                                          | 4,238票                                    | 105位                                      | 圏外                                       | -                                          |
| 121位 以下                                             | 村川緋杏                                   | TII                                        | -                                          | 4,141票                                    | 109位                                      | 圏外                                       | -                                          |
| 121位 以下                                             | 山根涼羽                                   | A研                                        | -                                          | 4,099票                                    | 111位                                      | 圏外                                       | -                                          |
| 121位 以下                                             | 荒巻美咲                                   | TII                                        | -                                          | 3,889票                                    | 114位                                      | 圏外                                       | -                                          |
| 121位 以下                                             | 野島樺乃                                   | S                                          | -                                          | 3,883票                                    | 115位                                      | 圏外                                       | -                                          |
| 121位 以下                                             | 松本慈子                                   | S                                          | -                                          | 3,807票                                    | 116位                                      | 圏外                                       | -                                          |
| 121位 以下                                             | 久代梨奈                                   | BII                                        | -                                          | 3,758票                                    | 117位                                      | 圏外                                       | -                                          |
| 121位 以下                                             | 植村梓                                     | BII                                        | -                                          | 3,676票                                    | 118位                                      | 圏外                                       | -                                          |
| 121位 以下                                             | 佐藤栞                                     | 8/B                                        | -                                          | 3,548票                                    | 119位                                      | 圏外                                       | -                                          |

### グループ別議席数
100位以内に入ったグループ別のメンバー数は下表のとおりとなり、前回に引き続きAKB48が最多議席数を獲得した。
| 順位 | グループ | 議席数 | 前回   | 前回 |
| 順位 | グループ | 議席数 | 議席数 | 順位 |
| ---- | -------- | ------ | ------ | ---- |
| 1位  | AKB48    | 30     | 25     | 1位  |
| 2位  | SKE48    | 24     | 19     | 2位  |
| 3位  | HKT48    | 19     | 16     | 3位  |
| 4位  | NGT48    | 14     | 10     | 4位  |
| 5位  | NMB48    | 9      | 10     | 4位  |
| 6位  | STU48    | 2      | 0      | 6位  |
| 6位  | BNK48    | 2      | 0      | 6位  |

## 公約
前回同様、公式サイトにメンバー全員の公約が掲示されている。
目標順位達成者は下表の通り。
| 氏名       | 目標順位 | 公約                                                                                           | 順位 | 備考        |
| ---------- | -------- | ---------------------------------------------------------------------------------------------- | ---- | ----------- |
| 松井珠理奈 | 1位      | 名古屋でパレード                                                                               | 1位  | [ 注釈 13 ] |
| 荻野由佳   | 10位     | 秋、新潟のどこかの稲刈りをお手伝いし、その後業者の方にお手伝い頂いておにぎりを作り、公演で配布 | 4位  | [ 注釈 14 ] |
| 武藤十夢   | 7位      | とむにちなんで抽選で106人に手紙を書く                                                          | 7位  | [ 注釈 15 ] |
| 矢吹奈子   | 16位     | 75秒ありがとうCM毎月配信                                                                       | 9位  | [ 注釈 16 ] |
| 田中美久   | 16位     | みくりんの1日に密着                                                                            | 10位 | [ 注釈 17 ] |
| 古畑奈和   | 16位     | お手紙をくださったファンの皆様1人1人にお手紙の返事を書く                                       | 15位 | [ 注釈 18 ] |
| 西潟茉莉奈 | 40位     | SHOWROOMで、メンバーを1人ずつゲストに迎えてラジオ番組                                          | 24位 | [ 注釈 19 ] |
| 田島芽瑠   | 29位     | 「める友」ファンミーティング                                                                   | 26位 | [ 注釈 20 ] |
| 荒井優希   | 42位     | ランクインお礼のティッシュを作って、いろんな場所で配り歩きます(MV衣装で)                       | 28位 | [ 注釈 21 ] |
| 菅原茉椰   | 100位    | すがきゃん公開生放送をSKE48劇場で                                                              | 29位 | [ 注釈 22 ] |
| 西村菜那子 | 75位     | 箱根駅伝5区を歩く SHOWROOM配信                                                                 | 43位 | [ 注釈 23 ] |
| 小田彩加   | 81位     | HKT48劇場のロビーで個展をひらく                                                                | 50位 | [ 注釈 24 ] |
| 太野彩香   | 80位     | すっぴん握手会                                                                                 | 53位 | [ 注釈 25 ] |
| 内木志     | 65位     | レシピ本を出す(自作)、それをNMB48shopに置く                                                    | 54位 | [ 注釈 26 ] |
| 一色嶺奈   | 80位     | 手作りの物をプレゼント                                                                         | 56位 | [ 注釈 27 ] |
| 太田奈緒   | 65位     | オリジナルメニューを考案して、AKB48 CAFÉ&SHOPで振る舞う                                        | 62位 | [ 注釈 28 ] |
| 小熊倫実   | 70位     | お母さんとSHOWROOMでお料理配信をする                                                           | 69位 | [ 注釈 23 ] |
| 秋吉優花   | 80位     | ありがとうんしゅうみかんの会                                                                   | 73位 | [ 注釈 29 ] |
| 長谷川玲奈 | 100位    | SHOWROOMで、自分の中学の野球部に凱旋して、一緒に練習をする                                     | 76位 | [ 注釈 14 ] |
| 岡田美紅   | 80位     | 徳島県で、1日営業をします!                                                                     | 78位 | [ 注釈 30 ] |
| 青木詩織   | 80位     | 去年惜しくもできなかったマグロの解体ショーを!                                                  | 80位 | [ 注釈 31 ] |
| 水野愛理   | 100位    | グッズを作って売る                                                                             | 93位 |             |
| 石田千穂   | 100位    | 石田レストラン                                                                                 | 99位 | [ 注釈 33 ] |

## 連動企画

### AKB48 53rdシングル 世界選抜総選挙 × SHOWROOM
ストリーミングサービス・SHOWROOMによるアピール配信イベントで、日本国内グループメンバーが参加する。今回は各グループのお守りをかたどる「願掛けアイテム」が導入されている。配信期間は、2018年5月24日17時 - 6月15日15時。

## 公式関連出版物
- AKB48総選挙公式ガイドブック2018（2018年5月16日、著者: AKB48グループ、講談社）ISBN 978-4065119587